# Mystery Science Theater 3000

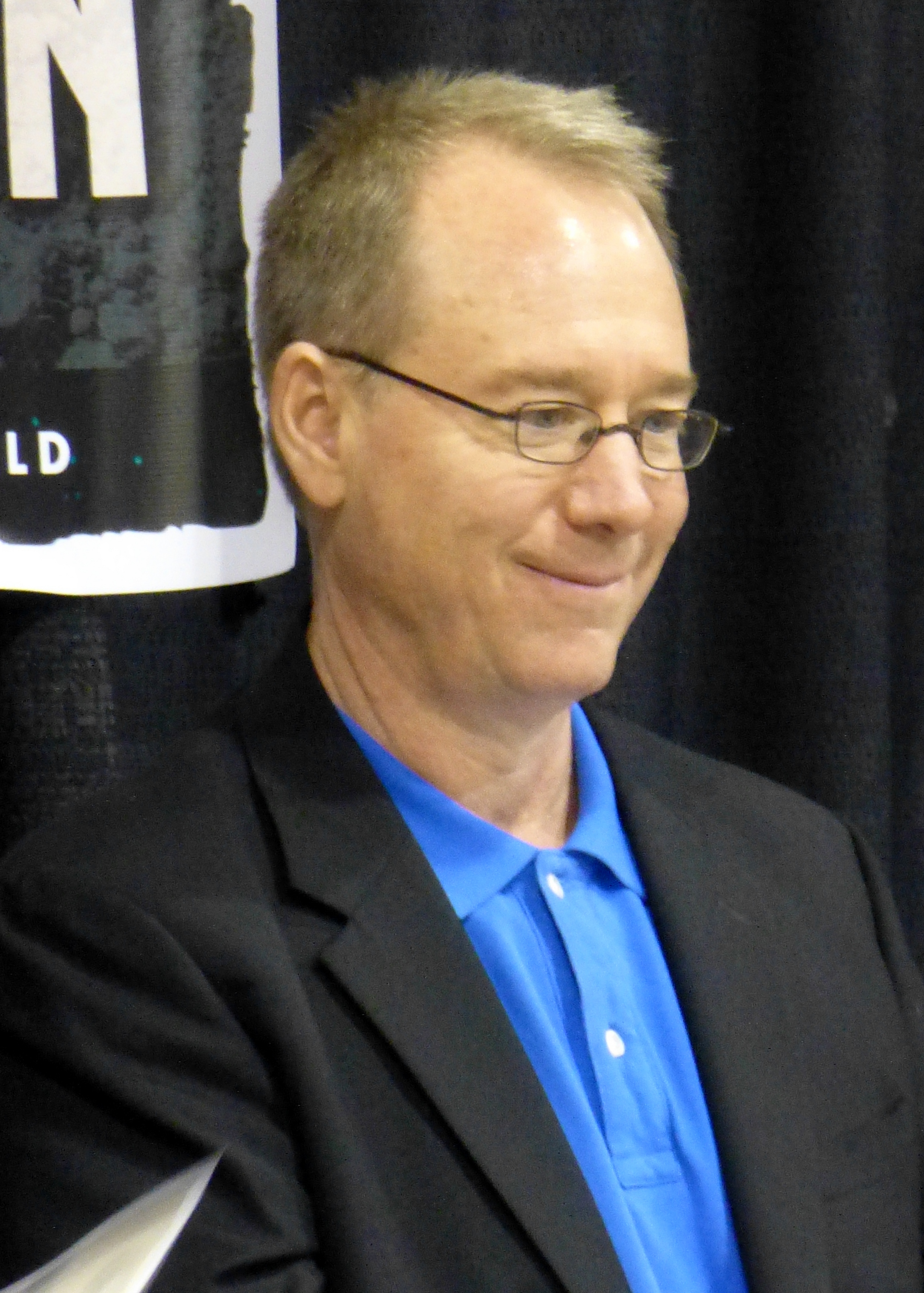
Joel Hodgson 2014. Programledare 1988-1993

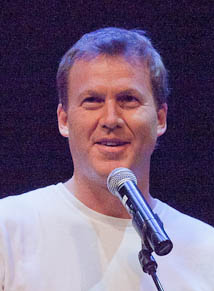
Michael J. Nelson 2011. Programledare 1993-1999

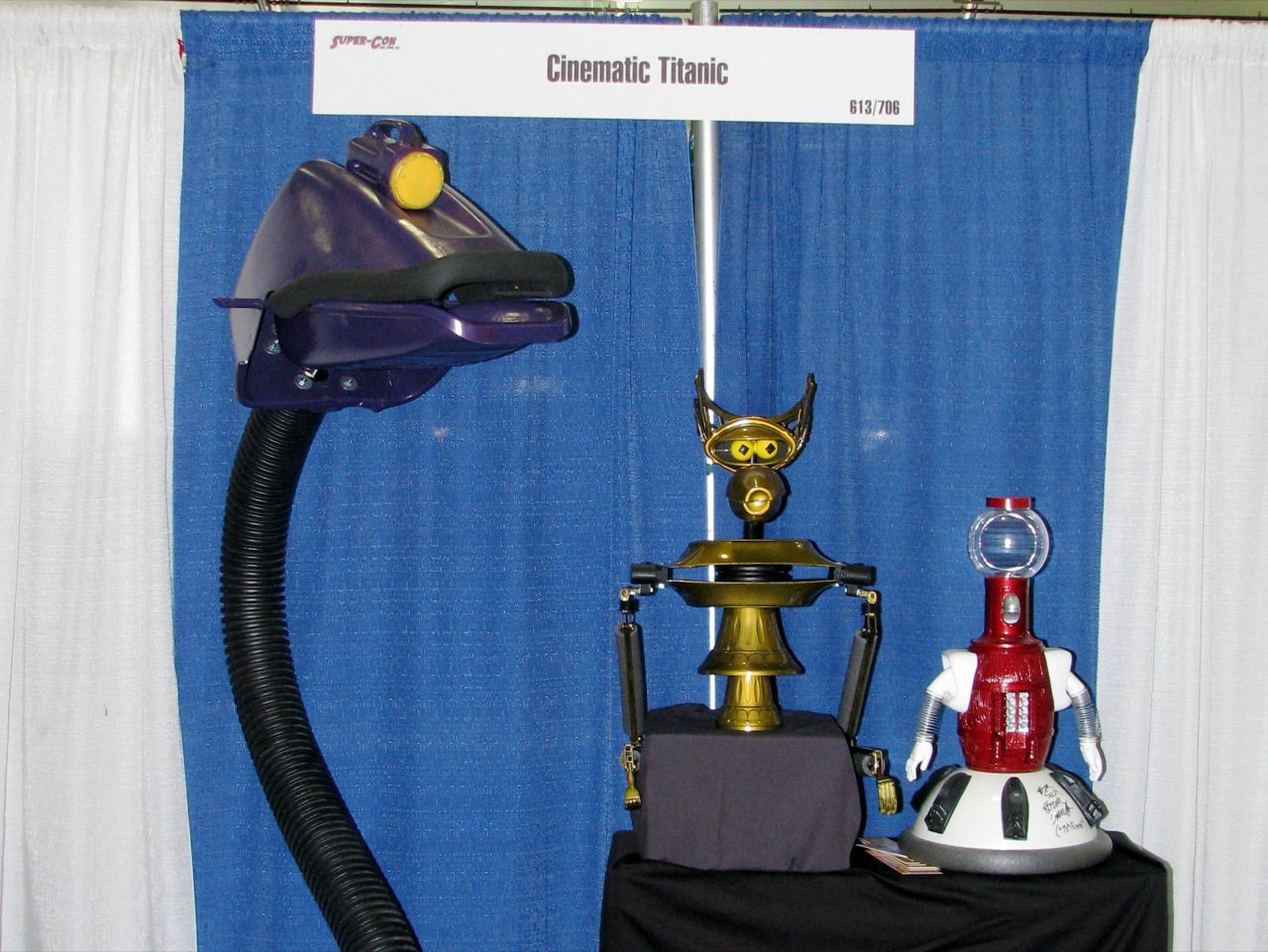
Marionetterna som de såg ut för huvuddelen av serien; Gypsy, Crow T. Robot och Tom Servo (från vänster till höger).

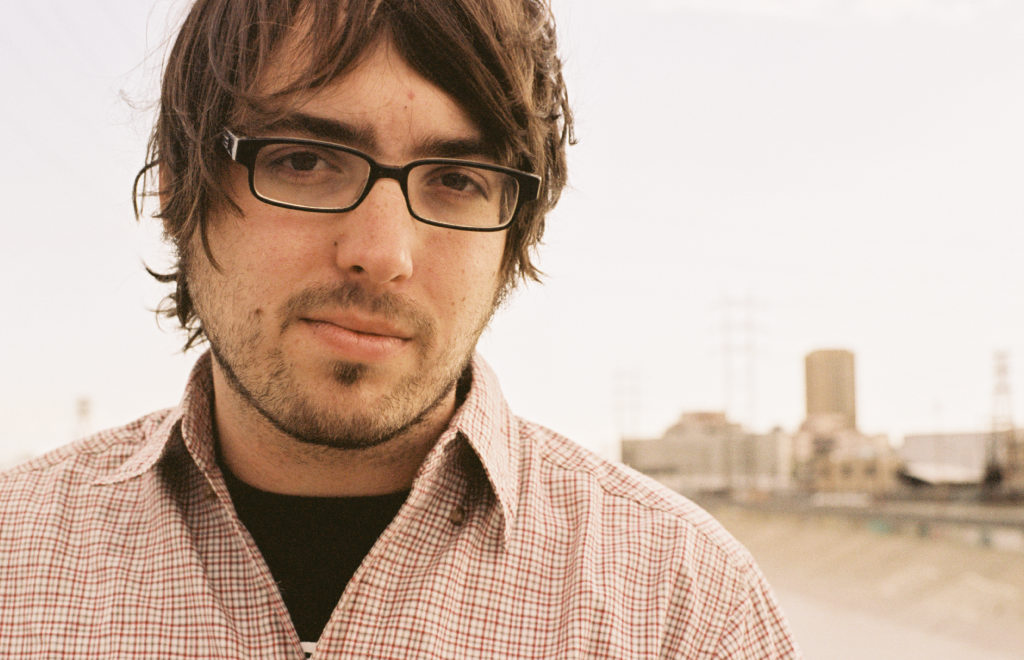
Jonah Ray, programledare för nylanseringen.

Mystery Science Theater 3000 var ett amerikanskt tv-program som sändes mellan 1988 och 1999. Programmet gick ut på att skämta om förment dåliga filmer. Programledare 1988-1993 var komikern Joel Hodgson som också skapade serien. När han lämnade programmet tog huvudförfattaren Michael J. Nelson över (1993-1999).
Handlingen var att huvudpersonen skjutits upp till en rymdstation (Satellite of Love) av galna vetenskapsmän som experimenterar på hans hjärna genom att tvinga honom se på dåliga filmer. För att behålla sina sinnes fulla bruk bygger huvudpersonen robotar som hjälper honom med att utropa skämt under det att de sitter i biosalongen och ser filmen. Filmtittande bröts upp av sketcher, som ibland var relaterade till filmen.
Efter att en längre tids tvist om upphovsrättigheterna till serien lösts, startade Hodgson en gräsrotsfinansiering på kickstarter i november 2015 för att finansiera en ny säsong. Finansieringen lyckades och de nya avsnitten beräknas bli klara i slutet av 2016. Den helt nya rollistan inkluderar komikerna Jonah Ray, Felicia Day och Patton Oswalt. Huvudmanusförfattare är Elliott Kalan, före detta huvudmanusförfattare på The Daily Show.